# Dżasim Alwan
Jasim Alwan (arab. ‏جاسم علوان‎, ur. 1928 w Dajr az-Zaur, zm. 3 stycznia 2018 w Kairze) – syryjski wojskowy, naserysta, przywódca nieudanego przewrotu naserystowskiego w lipcu 1963 w Syrii, przeprowadzonego w odpowiedzi na zamach stanu dokonany w marcu tego samego roku przez Komitet Wojskowy partii Baas.

## Życiorys
Ukończył Akademię Wojskową w Hims i w 1946 rozpoczął służbę w armii syryjskiej. Po rewolucji egipskiej r. 1952 zaangażował się w panarabski ruch kierowany przez Gamala Abdel Nasera. Gdy w 1958 zawarta została unia egipsko-syryjska, po której powstała Zjednoczona Republika Arabska, Alwan był jednym z najwyżej postawionych w wojsku syryjskim naserystów; pełnił obowiązki dowódcy bazy wojskowej w Katanie k. Damaszku.
Nie zdołał zapobiec zamachowi stanu Abd al-Karima an-Nahlawiego, który we wrześniu 1961 doprowadził do zerwania unii egipsko-syryjskiej. W roku następnym bezskutecznie usiłował obalić prezydenta Nazima al-Kudsiego drogą kolejnego puczu. Razem z innymi oficerami o przekonaniach naserystowskich porozumiał się wówczas z Komitetem Wojskowym partii Baas (w którym największą rolę odgrywali Salah Dżadid, Hafiz al-Asad oraz Muhammad Umran) i poparł przeprowadzony przezeń zamach stanu w nocy z 7 na 8 marca 1963. Ku rozczarowaniu naserystów całą władzę po przewrocie przejął Komitet Wojskowy, a oni nie otrzymali spodziewanych wysokich stanowisk państwowych. Już w kwietniu 1963 Alwan zaczął planować kolejny przewrót w porozumieniu z Ruchem Arabskich Nacjonalistów kierowanym przez Haniego al-Hindiego oraz Dżihada Dahiego. 18 lipca 1963 przystąpił do działania, jednak zamach stanu został powstrzymany przez ministra spraw wewnętrznych gen. Amina al-Hafiza jeszcze w tym samym dniu. Alwan został zatrzymany, osądzony i skazany na karę śmierci za zdradę stanu. 24 uczestników nieudanego puczu zostało straconych, sam Alwan opuścił jednak po roku więzienie dzięki interwencji prezydenta Egiptu Nasera, prezydenta Iraku Abd as-Salama Arifa, prezydenta Algierii Huariego Bumediena oraz Josipa Broz Tity. Otrzymał azyl polityczny w Egipcie, z zagranicy nadal krytykował rządy partii Baas w Syrii. Otrzymywał regularne wsparcie finansowe od Saddama Husajna. Zostało ono przerwane w momencie, gdy w I wojnie w Zatoce Perskiej Egipt i Irak znalazły się w przeciwnych obozach. Alwan żył w Kairze do 2005, gdy Mustafa Talas, były minister obrony, umożliwił mu powrót do kraju.